# Remi Kazinoti
Remi Kazinoti (Remi Casinotti) (Split, 5. siječnja 1959. –  Split, 6. kolovoza 2017.) bio je hrvatski glazbenik, glazbeni aranžer i producent, tekstopisac i skladatelj. Svirao klavijature.
Sin saksofonista iz Aspalathos Brassa, Mile Kazinotija.
Poznat je kao aranžer brojnih hrvatskih pjesama, a djelovao je i kao skladatelj. Završio je nižu glazbenu školu "Josip Hatze", a 1977. završio je gimnaziju "Ćiro Gamulin" i srednju glazbenu školu - teorijski odjel, da bi potom upisao Filozofski fakultet - nastavnički studij u Splitu, koji je završio 1985. godine i stekao zvanje profesora glazbene kulture. Od 1978. do 1980. godine bio je član pratećeg sastava Olivera Dragojevića, a i radio je kao profesor glazbenog odgoja. 
Svirao je u splitskom sastavu More.
Najznačajniji dio njegove glazbene karijere obilježen je kroz studijski rad, kao aranžer i producent brojnih uspješnica hrvatske pop glazbe. Za pjesmu Jugo za koju je glazbu napisao Tomislav Mrduljaš, a stihove Jasminka Ursić / Šime Gržan, u izvedbi Giuliana i Marjana Bana 1999. dobio je Porina u kategoriji Pjesma godine kao aranžer, a 2001. nagrađen je nagradom Porin kao glazbeni producent za album Dvi,tri riči Olivera Dragojevića u kategoriji Album godine. Autor je glazbe za pjesmu Brod u boci za koju stihove potpisuje Zlatna Stipišić Gibonni.
Aranžer je, među ostalim, domoljubne pjesme s početka Domovinskog rata Rodila me majka Hrvatica (tekst je napisao Frane Šiško, koji je i skladao glazbu) i Moj je dragi u narodnoj gardi (skladatelj Đorđe Novković, tekst Teo Trumbić), zatim Hajdučke (Momčila Popadića i Zdenka Runjića).
Aranžirao brojne skladbe. Nezaobilazan sudionik Splitskog festivala.
Hrvatska glazbena unija nagradila ga je za sveukupan doprinos hrvatskoj glazbi.
Od 1995. do 2016. bio je voditelj Mješovite klape Filip Dević, s kojom je objavio dva nosača zvuka Sićaš li se Splita Grada i Noći u dalmaciji. Mješovita Klapa redovit je sudionik svih mogućih gradskih i županijskih svečanosti, a čest je i rado slušan gost na lokalnim radio – postajama i relativno čestim i uvijek zapaženim nastupima i na programima javne nacionalne televizijske kuće.
Umro je u Splitu u 59. godini od raka pluća.